# Oz Perkins
Osgood Robert "Oz" Perkins II, född 2 februari 1974 i New York, är en amerikansk skådespelare, manusförfattare och regissör. Hans första skådespelarinsats var i rollen som den tolvåriga versionen av Norman Bates i skräckfilmen Psycho II (1983). Han har också medverkat i Ett oväntat besök (1993), Legally Blonde (2001), Not Another Teen Movie (2001), Secretary (2002) och Star Trek (2009), samt i TV-serier som bland andra Alias (2005) med mera.
Oz Perkins är son till skådespelaren Anthony Perkins (1932–1992) och fotografen och skådespelerskan Berry Berenson (1948–2001), samt äldre bror till musikern Elvis Perkins. Han är i barnbarn till scenskådespelaren Osgood Perkins, systerson till skådespelerskan Marisa Berenson, och barnbarnsbarn till modedesignern Elsa Schiaparelli.

## Filmografi (i urval)

### Regissör och manusförfattare
- 2013 – Cold Comes the Night (manusförfattare)
- 2015 – The Blackcoat's Daughter (regissör och manusförfattare)
- 2016 – I Am the Pretty Thing That Lives in the House (regissör och manusförfattare)
- 2020 – Greta och Hans (regissör)
- 2024 – Longlegs (regissör och manusförfattare)
- 2025 – The Monkey (regissör och manusförfattare)

### Skådespelarinsatser

#### Filmer
- 1983 – Psycho II
- 1993 – Ett oväntat besök
- 1994 – Wolf
- 2001 – Legally Blonde
- 2001 – Not Another Teen Movie
- 2002 – Secretary
- 2009 – Star Trek
- 2014 – Electric Slide
- 2022 – Nope

#### TV-serier
- 2002 – She Spies (TV-serie)
- 2005 – Alias (TV-serie)
- 2006 – Close to Home (TV-serie)
- 2008 – October Road (TV-serie)
- 2020 – The Twilight Zone (TV-serie)